# Ambroży (Polański)
Ambroży, imię świeckie Aleksandr Aleksiejewicz Polanski (ur. 31 października?/12 listopada 1878 w Pitielinie, zm. prawdopodobnie 20 grudnia 1932 w Suzaku) – rosyjski biskup prawosławny, nowomęczennik.

## Życiorys
W rodzinie Polańskich istniała tradycja wstępowania mężczyzn do stanu duchownego, kapłanem był m.in. ojciec przyszłego świętego. Dlatego Aleksandr Polański wstąpił do seminarium duchownego w Tambowie, które w 1899 ukończył. Następnie rozpoczął studia w Kazańskiej Akademii Duchownej, które ukończył w 1903 z tytułem kandydata nauk teologicznych. Wcześniej, w 1901, złożył wieczyste śluby mnisze i został wyświęcony na hierodiakona, zaś w 1902 – na hieromnicha. W momencie ukończenia nauki w Akademii został skierowany do pracy w kijowskim seminarium duchownym, zamieszkał w Ławrze Pieczerskiej. W 1906 otrzymał godność archimandryty i został rektorem seminarium.
22 października 1918 miała miejsce jego chirotonia na biskupa winnickiego, wikariusza eparchii podolskiej. Wyświęcenie Ambrożego (Polańskiego) na biskupa było rozważane już wcześniej, jednak sprzeciwiał się jej zmarły w 1915 metropolita kijowski i halicki Flawian (Horodecki), który twierdził, iż praca archimandryty Ambrożego w eparchii kijowskiej była zbyt ważna. W 1922 Ambroży (Polański) został ordynariuszem eparchii kamieniecko-podolskiej i bracławskiej. Odmówił przystąpienia do Żywej Cerkwi, za co został aresztowany, a następnie zmuszony do wyjazdu do Charkowa, a następnie do Moskwy, gdzie żył w Monasterze Daniłowskim.

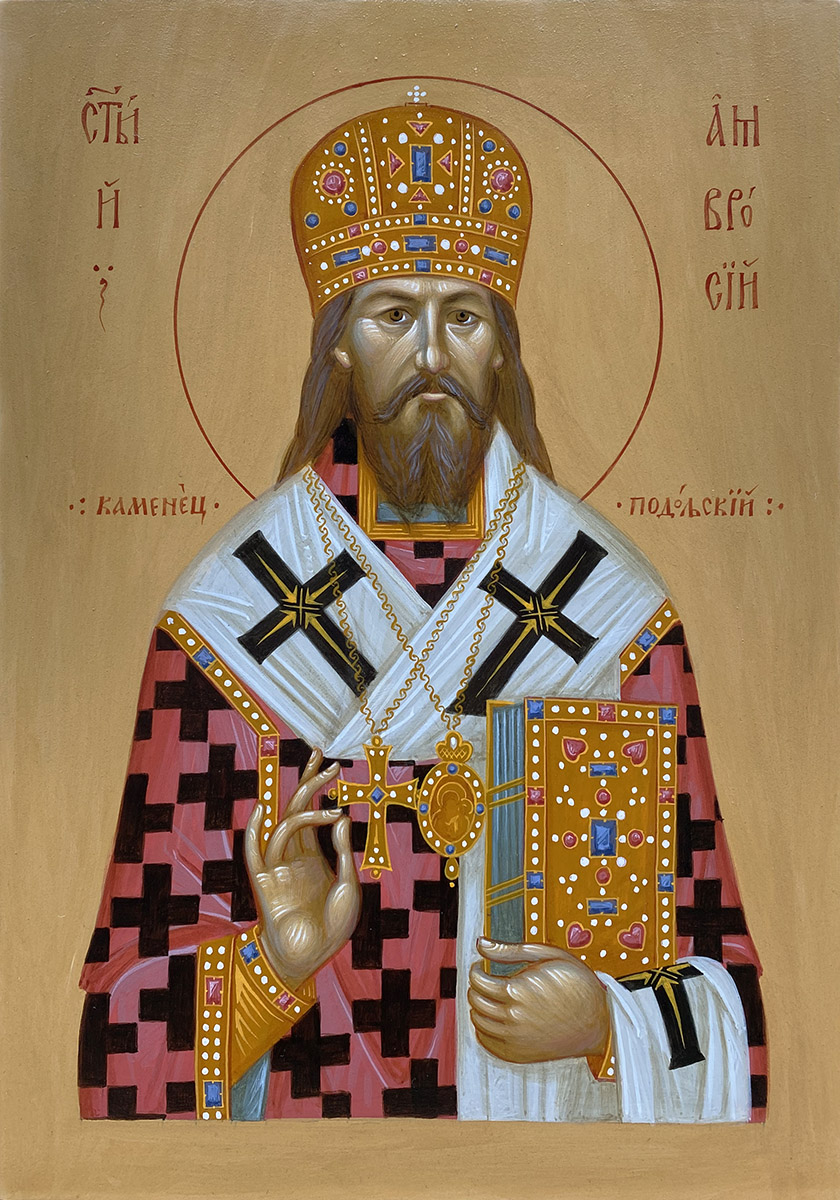
Sv Ambrose Kamenetz-Podolski. Ikona, V. Przemienienie, Mukaczewo, 2022

W 1925 ponownie został skierowany do objęcia zarządu eparchii podolskiej, jednak nie mógł wyjechać z Moskwy. W 1925 został aresztowany ponownie, postawiono mu zarzuty prowadzenia agitacji antyradzieckiej oraz uczestnictwa w grupie cerkiewno-monarchistycznej. Skazany w 1926 na trzy lata łagrów, odbywał karę w więzieniach na Butyrkach oraz w łagrze na Wyspach Sołowieckich. W 1928 razem z biskupem Prokopem (Titowem) został zesłany do Tobolska, następnie do Obdorska i Turkiestanu.
Zmarł krótko po przyjeździe do miejsca zsyłki w miejscowym szpitalu 20 grudnia 1932. Według innej wersji wydarzeń zmarł w czasie transportu na kolejne miejsce zesłania w 1934.
Kanonizowany jako nowomęczennik w 2000.